# Barrio del Pilar
Barrio del Pilar – stacja metra w Madrycie, na linii 9. Znajduje się w dzielnicy Fuencarral-El Pardo, w Madrycie i zlokalizowana jest pomiędzy stacjami Herrera Oria i Ventilla. Została otwarta 3 czerwca 1983